# Cornelio Valeriano
Publio Licinio Cornelio Valeriano (latino: Publius Licinius Cornelius Valerianus; 250 circa – Pannonia, 258 circa) è stato cesare dell'Impero romano tra il 255 e il 258.

## Biografia
Cornelio Valeriano era il figlio maggiore dell'imperatore romano Gallieno e di sua moglie Cornelia Salonina; ricevette il nome Valeriano dal nonno, l'imperatore omonimo. Quando Valeriano e il figlio Gallieno divennero augusti, nel 255, Cornelio Valeriano venne innalzato per volere del nonno al rango di cesare, con lo scopo di rafforzare la dinastia, stimolare la fiducia delle popolazioni e garantirsi la fedeltà dei soldati, tutti temi molto cari agli imperatori della "Crisi del terzo secolo".
Mentre Valeriano si occupava delle province orientali e Gallieno della frontiera del Reno, a Cornelio Valeriano, terzo membro della domus divina, venne affidata la custodia della frontiera del Danubio dal 256 ca., certamente sotto la custodia di un generale esperto, in quanto il cesare aveva all'epoca quindici-sedici anni; non è da escludere che il suo tutore fosse Ingenuo, il governatore di una delle due province pannoniche. La presenza di Cornelio Valeriano in zona è attestata dalle iscrizioni, che celebrano la sua opera di ricostruzione di strade e ponti, e lo proclamano princeps iuventutis, con il chiaro intento di celebrare la continuità dinastica.
Le fonti letterarie non spiegano come morì Cornelio Valeriano. Gli studiosi moderni notano che la monetazione del cesare si interrompe nel 258, quando in Pannonia vi fu la rivolta di Ingenuo, e attribuiscono la morte del cesare al tradimento del suo tutore: un destino simile a quello che sarebbe capitato al fratello minore Cornelio Salonino qualche anno dopo in Germania.
Esiste una questione aperta che riguarda l'elevazione (o auto-proclamazione) di Cornelio Valeriano al rango di augusto. Il ritrovamento di un'iscrizione che lo celebra come augustus è stato interpretato come un tentativo di garantire al giovane rampollo della dinastia di Valeriano la lealtà dei soldati in occasione della rivolta di Ingenuo: un tentativo che, come sarebbe poi accaduto al fratello Cornelio Salonino, sarebbe fallito.